# Мрачин
Мрачин је насељено место у саставу општине Нетретић у Карловачкој жупанији, Република Хрватска.

## Историја
До територијалне реорганизације у Хрватској налазио се у саставу старе општине Дуга Реса.

## Становништво
На попису становништва 2011. године, Мрачин је имао 263 становника.

## Попис1991.
На попису становништва 1991. године, насељено место Мрачин је имало 547 становника, следећег националног састава:
| Попис 1991.‍  | Попис 1991.‍  | Попис 1991.‍ | Попис 1991.‍ | Попис 1991.‍ |
| ------------ | ------------ | ----------- | ----------- | ----------- |
|              |              |             |             |             |
| Хрвати       | Хрвати       |             | 533         | 97,44%      |
| Срби         | Срби         |             | 2           | 0,36%       |
| Немци        | Немци        |             | 1           | 0,18%       |
| неопредељени | неопредељени |             | 1           | 0,18%       |
| непознато    | непознато    |             | 10          | 1,82%       |
| укупно: 547  |              |             |             |             |